# Jorge Ventocilla
Jorge Ventocilla va néixer a Panamà el 1955. La seva infància va transcórrer al Perú fins que el 1975 va tornar a viure a Panamà. Ventocilla és biòleg i va estudiar a la Universitat Nacional de Panamà, la seva formació i per tant, les seves inquietuds i interessos l'han duit a tenir una forta relació amb el poble Kuna.
Juntament amb el també biòleg especialitzat en botànica, Heraclio Herrera i l'historiador Valerio Núñez ha efectuat treballs de camp amb el poble kuna. A partir del 1980 i a la dècada dels 90 va treballar a l'Institut d'investigacions tropicals Smithsonian a l'oficina d'educació i conservació.
També ha participat en diversos projectes orientats a la conservació del medi ambient i del territori del poble Kuna, com Pemasky; és, per això, autor i coautor de diferents llibres i articles tècnics i populars sobre història natural. El seu gran interès professional se centra en l'estudi de la relació entre els pobles indígenes i la natura. Es va dedicar també a projectes de divulgació sobre el patrimoni humà i naturals del tròpic; n'és un clar exemple el fet que participa en la gestió de la Xarxa de tallers d'art infantil Kuna i és el coordinador del Programa de visitants a l'illa Barro Colorado, reserva científica al canal de Panamà.

## Obra
Entre les seves obres cal destacar “El espíritu de la Tierra: Plantas y animales en la vida del pueblo kuna” en col·laboració amb els abans esmentats Heraclio Herrera i Valerio Núñez. “Cébaco: La historia de isla Cébaco, Panamá contada por sus pobladores”. “Nuestra casa en el universo” en col·laboració amb Catherine Potvin, aquesta última obra de gran interès per estar centrada en l'estudi del canvi climàtic i la proposta REDD, és un text educatiu dirigit als pobles indígenes de Panamà i el neotròpic.
- Wong, M; Ventocilla, J (col·laboració) (1987). Un día en la Isla de Barro Colorado: guía para el sendero natural interpretativo de la isla.
- Ventocilla, J (1992). Cacería y subsistencia en Cangandi, una comunidad de los indígenas kunas.
- Ventocilla, J; Herrera, H; Núñez, V (1995). El espíritu de la Tierra: Plantas y animales en a vida del pueblo Kuna.
- Ventocilla, J (10 d'octubre del 2009) Instantáneas de una marcha indígena y campesina. [versió electrònica] América Latina en movimiento.
- Ventocilla, J (2010). Gamboa, una guía para su patrimonio natural y cultural.
- Ventocilla, J; Ríos, A (2014). ¡Cébaco! La historia de Isla Cébaco, Panamá.

### EL ESPÍRITU DE LA TIERRA: Plantas y animales en la vida del pueblo Kuna
Aquesta etnografia va ser escrita el 1995 pel nostre autor juntament amb dos autors més: Heraclio Herrera i Valerio Núñez. El espíritu de la Tierra és una feina elaborada per alguna cosa més que per recollir les costums, tradicions i símbols d'un grup ètnic; és la recuperació de tot el que li ha estat expropiat a un poble amb una sensibilitat característica per la naturalesa. És per això que en aquest llibre veiem l'aproximació, a partir de testimonis directes, a la gran riquesa de fauna i vegetació que aquest territori acull; a més a més, explorant a més dimensions el fet, entram i sentim la connexió d'aquests amb l'ànima. Aquest fet va lligat i envoltat de trets culturals genuïns del poble Kuna i que fan del que ells en diuen Napguana (mare terra) l'essència de la vida.
El llibre repassa el concepte del poble dule sobre la terra que habiten, les seves creences i la seva forma de vida, la necessitat de canvi sense perdre les seves essències, l'educació mediambiental, la tinença de la terra, agricultura, formes de comerç, tasques de subsistència. Les característiques geològiques, topografia, tipus de sòl, clima, rius, activitats al mar tenen també dedicat un capítol. Aquest capítol i els dedicats a fauna terrestre i al poble kuna són obra de Jorge Ventocilla, així mateix el capítol  referent a desforestació submarina és del mateix autor en col·laboració amb Arcadio Castillo.
L'obra és doncs una ontologia sobre el poble kuna, els seus costums, el seu hàbitat, i tal com expressa el seu títol, els animals i plantes presents al territori kuna, a destacar el capítol dedicat a plantes medicinals i a la "cacera" de les llagostes al mar. La llagosta és molt important per al poble dule i la sobreexplotació està ocasionant una disminució preocupant del seu nombre, cal combatre causes externes i internes d'aquesta sobrepesca.
El concepte de Napguana, terra o mare naturalesa íntimament relacionat amb el floriment de la cultura indígena i el paper de la dominació espanyola en la desgràcia d'Abya Yala és abordat també per un poeta kuna. L'epíleg del llibre exposa la necessitat de fer front a la crisi ecològica a la qual es veu abocat el poble kuna, la necessitat de conservar la seva forma de vida, el seu medi ambient i intentar aturar i revertir la sobreexplotació de la fauna terrestre i marítima.
Un llibre que ens apropa a aquesta concepció de la naturalesa, un recorregut variat que va des de la presentació de la varietat de la vegetació i la fauna fins a qüestions més profundes i relacionades amb altres àmbits com la desforestació o l'explotació de recursos. Són destacables trets d'aquesta publicació com: les il·lustracions fetes per Ologuagdi, un artista reconegut Kuna, fet que permet crear un imaginari del que es va explicant; incloure un diccionari Kuna-Espanyol i, taules de noms científics i comuns o de les comunitats.
També és rellevant el fet de ser un llibre traduït a l'anglès.